# Parafia św. Józefa Robotnika w Elblągu
Parafia Świętego Józefa Robotnika w Elblągu - rzymskokatolicka parafia położona w diecezji elbląskiej, w dekanacie Elbląg-Północ. Erygowana dekretem biskupa elbląskiego Andrzeja Śliwińskiego w 1997 roku.